# Luiza Buržoa
Luiza Žozefina Buržoa (fr. Louise Joséphine Bourgeois, Pariz, 25. decembra 1911 — Njujork, 31. maj 2010) bila je američka umetnica, primarno vajarka, francuskog porekla.
Luiza Buržoa se nastanila 1938. u Njujorku, nakon što se udala za američkog istoričara umetnosti Robera Goldvatera (1907—1973). “Born in France” (rođena u Francuskoj), ona je američka umetnica na sličan način kao i Marsel Dišan; njena se karijera razvila u Njujorku u samoći i slobodi.

## Biografija
Njena porodica živela je i radila u predgrađu Pariza Šoazi le Roau. Njen otac zove se Luj Buržoa, a majka Žozefina. Ima jednu sestru, Anrijetu, i jednog brata, Pjera. 
Roditelji su joj bili restauratori starih tapiserija, što nije bilo, kako ona kaže, odlučujuće u njenoj umetničkoj karijeri. Međutim, od svoje desete godine, ona počinje da pomaže svojim roditeljima izrađujući nacrte tapiserija, kao i kontura koje nedostaju i drugih motiva, onda kada je crtač, g. Rišar Gino, bio odsutan. Taj crtački posao je njen prvi kontakt sa umetnošću: "Kada su me roditelji zamolili da zamenim g. Rišara Gina, to je dalo dostojanstva mojoj umetnosti. To je sve što sam tražila." Luiza se osećala korisnom. Kao dete bila je nemirna i primetila je da je njena mlada engleska dadilja zapravo očeva ljubavnica, a da njena majka zatvara oči pred tom vezom. To otkriće će je duboko obeležiti.
Nakon što je 1932. maturirala, studira matematiku, a posebno geometriju, na Sorboni, nadajući se da će tako pronaći red i logičnost u svom životu. Međutim, Buržoa se udaljuje od matematike, jer je previše teoretska za njen ukus: "Da bih izrazila nepodnošljivu napetost u porodici, bilo mi je potrebno da ispoljim svoju anksioznost kroz oblike koje mogu da menjam, uništavam i obnavljam." Započinje studije umetnosti u Parizu, najpre u Školi lepih umetnosti, zatim na brojnim akademijama kao što su Akademija Ranson i Škola Luvra. Profesori su joj bili umetnici Pol Kolen, Kasandr i Fernan Leže.
Godine 1937. upoznaje istoričara umetnosti Robera Goldvatera. Udaje se za njega i naredne godine počinje da živi sa njim u Njujorku. Tamo stupa u vezu sa krugom nadrealista, među kojima je većina napustila Francusku i otišla u Sjedinjene Američke Države tokom Drugog svetskog rata, i organizuje svoju prvu samostalnu izložbu 1945.

## Stvaralaštvo
Još od prvih creža, slika i gravura, njen rad bavi se postankom, rađanjem i materinstvom u obliku žena-kuća, mešajući telo sa arhitekturom, organsko sa geometrijskim: bista od cigala, kuća sa stubovima na leđima, grudni koš u obliku stepenica i vrata. Ipak, glavni motivi u njenom delu su falus (otac) i pauk (majka). Za Luizu Buržoa, pauk predstavlja majku, "zato što je moja najbolja drugarica bila moja majka, i zato što je bila inteligentna, strpljiva, čista i korisna, razumna, neophodna kao pauk." Pauk je za nju simbol za tapiserije koje je popravljala njena majka (kao pauk paučinu) i za sve što je s tim u vezi: igle, konce.
Tokom 1950ih godina njene skulpture izgledaju kao glatki i krivudavi totemi nadrealističke inspiracije. U to vreme Luizi nedostaje zavičaj, govori da je "u crnini za Francuskom" i da je u "potpunom haosu". Nedostaju joj porodica i prijatelji i ona počinje da stvara ličnosti u obliku drvenih totema; totem, američki oblik, je poziv na privlačenje njihovog magičnog prisustva, prava terapija.
Kako je radila u jeku procvata umetničke scene, imala je malo samostalnih izložbi, sve dok se 1970ih godina nije pojavio živi interes za njen rad. Tada razvoj njenog rada dobija sasvim novi smer. Ne samo da do tada pritajene teme – ženstvenost, seksualnost, porodica, samoća – postaju sveprisutne, već je način pristupanja tim temama u potpunosti obnovljen skulpturama-instalacijama izrađenih od raznih materijala i predmeta, koji su ponekad i lični. MoMA (Muzej moderne umetnosti u Njujorku) joj 1982 — 1983 priređuje prvu izložbu.
Prožima svoja dela, naročito skulpture, tom fizičkom inspiracijom, koja je posledica njenih ličnih trauma. Potpuno svesna te dimenzije u svom stvaralaštvu, ipak je dosta udaljena od doslovnih prikaza, koji su, u svom odnosu prema nesvesnom, bili osobina nadrealizma, i u tom smislu je otvorila novi, veoma avangardni pravac savremenoj umetnosti. Njene monumentalne skulpture pauka, motivi iz tumačenja snova, to najbolje pokazuju.

## Dela
- , Nestao je u potpunu tišinu (1947, reizdanje 2008)
- (1969)
- (Uništenje oca) (1974), koja obeležava prekretnicu u njenom životu i radu
- serija “Red Rooms” (Crvene sobe) tokom 1990ih
- (Dragocena tečnost) (1992), Centar Pompudu, mračan i zatvoren prostor u obliku cilindra, u kome se nalazi rezervoar za vodu, kakav se često može videti na njujorškim krovovima
- (Pauk) (1997)
- (Mama) (2005) serija džinovskih skulptura paukova koje možemo naći u Otavi, Bilbau, Tokiju, Seulu, Sankt Peterburgu, Parizu i Havani

## Priznanja
Godine 1999. Luiza Buržoa dobila je Zlatnog lava na Bijenalu u Veneciji za svoje delo.

## Citati
- Sav moj rad (...) sve moje teme imaju izvor u moj detinjstvu.
- Za mene, skulptura je telo. Moje telo je moja skulptura.
- U mojoj umetnosti ja sam ubica.
- Ulagala sam u svoju umetnost više nego u svoj život.
- Nesvesno je moj prijatelj.
- Umetnost je garancija mentalnog zdravlja.

## Privatan život
Ima tri sina: Mišel (koga je usvojila kada je imao 4 godine), Žan-Luj i Alen.
Živi u Njujorku u kvartu Čelsi gde nastavlja svoje delo.

## Spoljašnje veze
- Luiza Buržoa u muzeju Palata Tokija
- O izložbi Luize Buržoa u Centru Pompidu, 2008
- Luiza Buržoa u galeriji